# Hôtel de la Rallière
L'hôtel de la Rallière (ou château de la Rallière) est un hôtel particulier situé à Preuilly-sur-Claise. 

## Historique
Les historiens des XIXe et XXe siècles ont longtemps pensé que le logis aurait été construit vers 1630. Samuel Gaudon, sieur de la Rallière, né à Preuilly-sur-Claise en 1594, protestant très fortuné, en est le propriétaire. Proche de Mazarin, fermier aux entrées de Paris, il sera compromis dans la Fronde. En fait des recherches récentes ont démontré que la construction du château remonte aux années 1644-1648. Une étude dendrochronologique du bois de la charpente du pavillon sud, a montré que les arbres ont été coupés pour les plus récents durant l’automne-hiver 1646-1647, conduisant à une mise en place probable dans le courant de l’année 1647. Le château du sieur de la Rallière demeure inachevé à sa mort soudaine en 1650.
Le projet évoqué par certains de la reconstruction entière de la ville de Preuilly sur le modèle de Richelieu n'est pas prouvé.
L'édifice est composé aujourd'hui de trois corps de bâtiments inégaux, dont le plus haut abrite un remarquable escalier à balustres. Il est possible que le projet initial de construction comportait pour respecter la symétrie deux autres pavillons, avec comme pavillon central celui comportant le dôme à l'impériale.
Le monument fait l’objet d’une inscription au titre des monuments historiques depuis le 11 juillet 1942.
Le bâtiment a été un hospice pendant près de 140 ans après la donation par Louis-Joseph Dauphin en 1853 à la commune de Preuilly. 

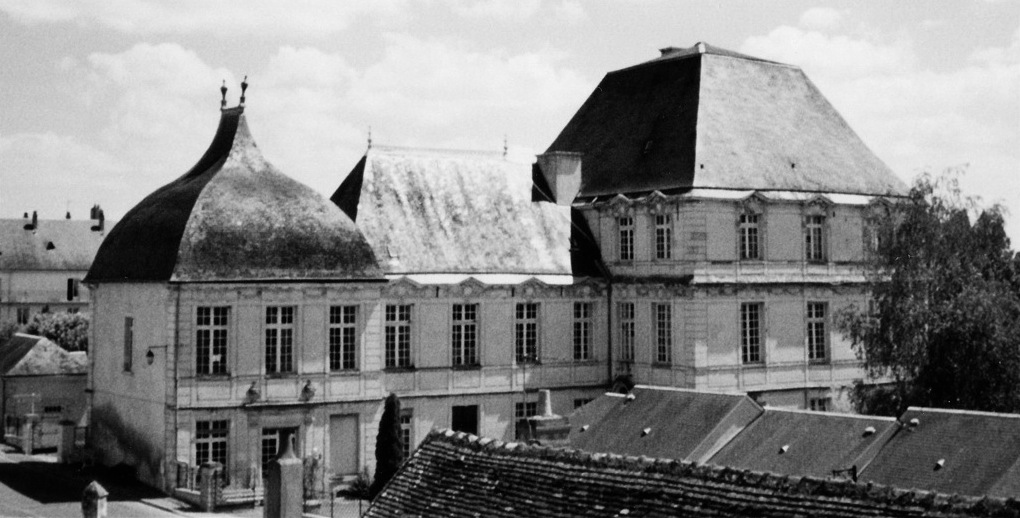
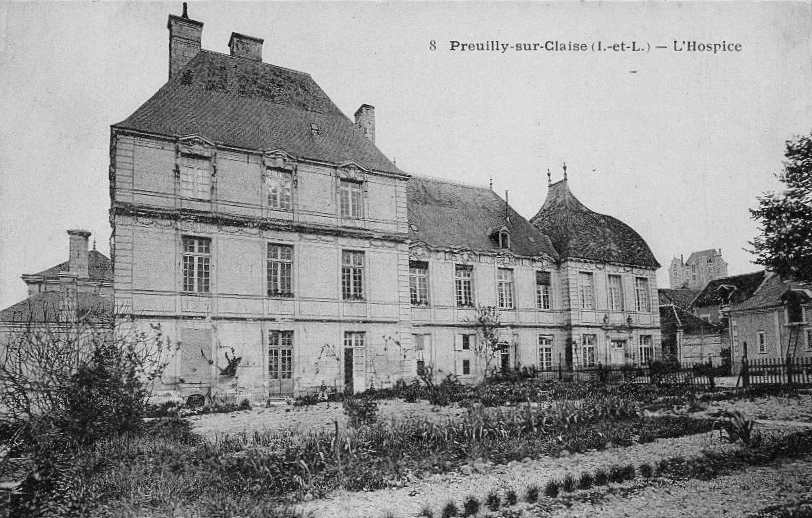